# Olsenbanden jr. på Cirkus
Olsenbanden jr. på Cirkus, deutscher Festivaltitel: Die Olsenbande Junior im Zirkus, ist ein norwegischer Kinder- und Familienfilm sowie ein Musical von Arne Lindtner Næss und Svein Gundersen aus dem Jahr 2005. Der Film aus der Filmreihe der Olsenbande Junior (Norwegen) wurde von Nordisk Film und TV 2 produziert und hatte am 10. Februar 2006 in Norwegen seine Kinopremiere.

## Handlung
Egon Olsen befindet sich um 1960 in dem Osloer Waisenhaus Lykkebo. Die Heimkinder unternehmen gemeinsam einen Ausflug mit einem Dampfloksonderzug ins Grüne. Der Heimleiter Sigvald Pettersen hat für die Heimkinder im Zug nur trockene Scheiben Brot mit altem verdorbenen Hering als Tagesverpflegung zur Exkursion ausgegeben. Heimleiter Pettersen und seine Frau Mathilde Pettersen genießen dagegen in ihrem Extrawaggon leckeres Hühnchen und Wein sowie andere kulinarische Köstlichkeiten, die sie sich mit dem Geld gekauft haben, das eigentlich für die Kinder des Heimes bestimmt war. Egon Olsen will diese Ungerechtigkeit ändern und die delikaten Lebensmittel für die Kinder im Zug organisieren. Mit Hilfe Bennys und Kjells scheint sein Plan zunächst zu gelingen. Er kann zwar den Kindern die essbare Beute in ihren Waggon hinüberreichen, wird aber im letzten Moment beim Diebstahl erwischt. Der von Benny abgekoppelte Waggon rast nun mit Egon und der Heimleitung mit vollen Karacho die Böschung herunter... Egon Olsen muss zur Strafe in den Arrest.
Nach der Verbüßung seiner Strafe wird er diesmal von Benny und Kjell nicht abgeholt, da diese es verschwitzt haben. Als Egon endlich auf seine Gefährten trifft, erzählt er ihnen von seinem neusten Plan, aufgrund seiner Beobachtungen: Beim Belauschen des Heimleiterpaares Pettersen hat er erfahren, dass eigentlich er und alle Kinder seines Heimes zum Zirkus kostenlos eingeladen sind, der zur Zeit vor Ort gastiert. Der Zirkusbesuch der Kinder wird sogar mit Geldern der Kommune bezahlt. Der Heimleiter, der die Karten dafür schon erhalten hat, will diese aber mit seiner Frau unterschlagen. Egon will sich deswegen die Karten für den Zirkus und darüber hinaus noch einen „roten Koffer“, den er im Tresor des Heimleiters gesehen hat, holen. Mit Hilfe von Dynamit-Harry wollen sie den Franz-Jäger-Tresor des Heimleiters knacken. Der Plan misslingt, Egon wird als einziger dabei erwischt, kann aber mit Hilfe der anderen Heimkinder fliehen. Beim erneuten Belauschen des Heimleiters stellt die Olsenbande nun zum Erschrecken fest, dass dieser noch einen viel teuflischeren Plan verfolgt: Der Waisenhausleiter Sigvald Pettersen will zusammen mit seiner Frau Mathilde sowie mit deren Bruder, dem Clown Thorvald aus dem Circus Flamingo, den Zirkus sabotieren. Pettersen träumt auch selbst davon, einmal ein Zirkusdirektor (seines Circus Sigvaldo) zu sein. Mit dem Clown Thorvald, den der Geschäftsführer des Circus Flamingo gefeuert hat, will er den Zirkus mittels einer Bombe in die Luft sprengen. Die Bombe befindet sich in dem „roten Koffer“, statt des von der Olsenbande vermuteten Geldes, und soll während der Zirkuspremiere gezündet werden. Aufgrund des gescheiterten „Diebstahles“ wird Egon nun von der Polizei gesucht, außerdem hetzt Pettersen ihm die Biffen-Bande auf den Hals. Die Olsenbande entkommt jedoch bei ihrer Verfolgung mehrmals ihren Feinden. Biffen soll außerdem den „roten Koffer“ im Auftrag des Heimleiters im Zirkus deponieren (ohne dabei von dessen gefährlichem Inhalt zu wissen), da es ihm selbst zu gefährlich ist. Egon tarnt sich nun als Clown und kann so beruhigt und unerkannt seinen neuen Plan mit Benny und Kjell vorbereiten. Obwohl sie den „roten Koffer“ Biffen abnehmen können, geht er ihnen bald wieder verlustig. Die Kofferbombe kann dadurch rechtzeitig im Zirkus zur Premiere deponiert werden. Zu der Zirkuspremiere sind alle Kinder der Umgebung und Hermansen mit seinem Kollegen Holm und seinem Sohn Herman anwesend. Biffen, Knut und Johnny haben zu allem Übel außerdem noch Valborg und Ingrid zur Vorstellung eingeladen, da Benny und Kjell nicht genügend Geld hatten, um ihre Freundinnen einzuladen. Um überhaupt in den Zirkus hereinzukommen und das Unheil doch noch zu verhindern, verkleiden sich Benny, Kjell und Dynamit-Harry ebenfalls als Clowns. Der rote Koffer ist aber zu gut versteckt und getarnt, da der Clown auch mehrere gleich aussehende Duplikate bei seinem Auftritt im Zirkus präsentiert, so dass sie ihn zunächst nicht finden können. Nachdem endlich das Versteck des richtigen Koffers ausgemacht ist, erweist sich diesmal Kjell als der Held des Tages. Er kann die Kofferbombe in einer spektakulären Aktion in seinen Besitz bringen. Im letzten Moment kann die Olsenbande den verräterischen Clown Thorwald und den Heimleiter Pettersen sowie seine Frau enttarnen und diese können so durch die Polizei verhaftet werden. Egon entschärft in Beisein der Polizei mitten in der Zirkusarena die Bombe. Alle sind gerettet und die Olsenbande ist rehabilitiert. Für Valborg ist Kjell der große Retter und liebster Held, dem sie alles verzeiht.

## Olsenbanden jr. på Cirkus – Musik
Das Musikalbum zum Film war unter dem gleichnamigen Musiktitel: Olsenbanden Jr. – Olsenbanden jr. på Cirkus eine Woche lang (10/2006) auf der Liste der Nummer-eins-Hits in Norwegen (2006). Die aus dem Film bekanntgewordenen Musikstücke, Lieder und Songs wurden nach der Filmveröffentlichung auf zwei Musik-CDs bei EMI (Katalognummer: 094635207729, 2006) und auch als MP3-Dateien oder iTunes veröffentlicht.

### Titel auf der Olsenbanden jr. på Cirkus – Musik-CD (2005)
| CD 1 1. Hu kyssa meg – 03:04 2. Må bare ha det – 03:14 3. Taima og tilrettelagt – 02:42 4. Vent på meg – 04:18 5. Man må holde det man lover – 03:07 6. Vi er et fryktelig syn – 03:45 7. Sirkus Sigvaldo – 03:32 8. Hermansen og Holm – 02:46 9. Gamle minner – 02:08 10. Sirkus Flamingo – 02:29 11. Lovens lange tarm – 03:07 | CD 2 (Chor und Karaoke-Version) 1. Hu Kyssa Meg – 03:01 2. Må Bare Ha Det – 03:12 3. Taima og tilrettelagt – 02:40 4. Vent på meg – 04:16 5. Man Må HoldeDet Man Lover – 03:04 6. Vi Er Et Fryktelig Syn ... – 03:42 7. Sirkus Flamingo – 03:29 8. Hermansen og Holm – 02:43 9. Gamle minner – 02:05 10. Sirkus Flamingo – 02:27 11. Lovens lange tarm – 02:05 12. Olsenbanden tema (Olsenbandentemaet) – 01:52 |

## Aufführung als Musical im Oslo Nye Teater
Die „Die Olsenbande Junior im Zirkus“ (Olsenbanden jr. på Cirkus, bzw. Olsenbanden jr. på Sirkus) wurde vom 3. Februar 2005 bis zum 11. Juni 2005 zuerst im Oslo Nye Teater (Neues Osloer Theater) als Musical aufgeführt, bevor es verfilmt wurde. Beim Musical führte Ivar Tindberg Regie, als Choreograf war Helén Vikstvedt verantwortlich und die Szenographie wurde von John Kristian Alsaker durchgeführt.
Die Rollen der Kinder wurden abwechselnd mit zwei verschiedenen Darstellergruppen besetzt, um so die kontinuierlichen Aufführungen im Theater zu gewährleisten. Ein Teil der Schauspieler und der Kinderdarsteller spielten auch in dem gleichnamigen Olsenbanden-Junior-Film mit.

### Rollenliste
| Rolle                                     | Schauspieler                                   |
| ----------------------------------------- | ---------------------------------------------- |
| Egon                                      | Ola Isaac Høgåsen Mæhlen und Johannes R. Fürst |
| Benny                                     | Julian Fjeld und Ole Martin Wølner             |
| Kjell                                     | Håkon Steinsholt und Robert Opsahl             |
| Dynamit-Harry                             | Andreas B. Grøder und Jacob B. Hvattum         |
| Valborg                                   | Helene Nyggard Larsen und Maren Eikli Hiorth   |
| Ingrid                                    | Emilie Sørgård Anderssen und Ane Weie Nilsen   |
| Herman                                    | Ole-Martin Synnes und Mathias Luppichini       |
| Biffen                                    | Emil Olafsson und Daniel Damvall               |
| Knut                                      | Jacob Vigeland und Ole Kristian H. Knudsen     |
| Johnny                                    | Sigmund Berg und Sindre Tveiten                |
| das kleine Mädchen                        | Camilla Winther und Amalie Krogh Sundbø        |
| Sigvald Pettersen                         | Geir Kvarme                                    |
| Mathilde Pettersen                        | Brit Elisabeth Haagensli                       |
| Clown Thorvald                            | Jonas Rønning                                  |
| Gudrun Jensen                             | Kari-Ann Grønsund                              |
| Basse Jensen (Vater von Kjell) - Bassefar | Ivar Nørve                                     |
| Hermansen                                 | Anders Hatlo                                   |
| Holm                                      | Johannes Joner                                 |
| Frau Flamingo                             | Sidsel Ryen                                    |
| Löwe (Løven)                              | Stein Kiran                                    |
| Zirkusartist                              | Eskil Rønningsbakken                           |

### Musiktheateraufführung (Musical)
| Akt I 1. Taima og tilrettelagt – Egon, Kjell, Benny 2. Olsenbanden tema – Orchester 3. Hu kyssa meg – Kjell 4. En ørefik – Gudrun, Basse Jensen - Bassefar, Hermansen & Holm 5. Lovens lange tarm – Hermansen & Holm 6. Vi er et fryktelig syn – Biffen, Knut, Johnny 7. Cirkus Sigvaldo – Sigvald, Mathilde, Thorvald 8. Dynamitt – Dynamit-Harry 9. Vi vil flå deg – Sigvald, Mathilde, Kinder des Kinderheimes | Akt II 1. Hermansen und Holm – Hermansen & Holm 2. Må bare ha det – Valborg & Ensemble 3. Vent på meg – Das kleine Mädchen 4. Cirkus Flamingo – Frau Flamingo & Ensemble 5. Holde det man lover – Valborg 6. Gamle minner – Clown Thorvald 7. Finale – Ensemble 8. Olsenbanden-Thema – Orchester |